# Nino Castelli
Nino Castelli (* 1898 in Lecco; † 1925) war ein italienischer Skispringer und Ruderer.
1915 gewann Castelli hinter Luigi Canali und Dionisio Matli die Bronzemedaille bei den italienischen Meisterschaften im Skispringen. 1920 gewann er seinen ersten und einzigen Titel vor Gianfranco Casati Brioschi und Momolo Camagni.
Im Sommer 1920 nahm er als Einer-Ruderer an den Olympischen Spielen in Antwerpen teil, schied aber im Vorlauf aus.
Castellis Bruder Dino Castelli war erfolgreicher Nordischer Kombinierer.